# Kościół Najświętszego Serca Pana Jezusa w Nowym Targu
Kościół Najświętszego Serca Pana Jezusa – rzymskokatolicki kościół parafialny należący do dekanatu Nowy Targ archidiecezji krakowskiej. Znajduje się w Śródmieściu.

## Historia
W 1902 roku proboszcz parafii św. Katarzyny w Nowym Targu ks. Michał Wawrzynowski rozpoczął starania o budowę nowej świątyni. 
W 1930 roku ks. Franciszek Karabuła poświęcił plac pod budowę kościoła. 9 października 1932 roku fundamenty pod świątynię poświęcił biskup Stanisław Rospond. Pracom budowlanym przeszkodziła II wojna światowa i okupacja, w czasie której władze niemieckie zrabowały materiały budowlane. Po zakończeniu wojny prace przy budowie świątyni natrafiły na opór i niechęć władzy komunistycznej. 23 grudnia 1951 roku w nieukończonym kościele ks. infułat Bohdan Niemczewski odprawił pierwszą Mszę Świętą. 23 września 1962 roku biskup Julian Groblicki uroczyście konsekrował świątynię.
4 listopada 1967 roku w kościele odbyła się uroczystość rozpoczęcia peregrynacji pustych ram Obrazu Matki Boskiej Częstochowskiej w Archidiecezji Krakowskiej. We Mszy Świętej brał udział m.in. metropolita krakowski Kardynał Karol Wojtyła, Prymas Polski Kardynał Stefan Wyszyński, Kapituła Krakowska oraz o. Jerzy Tomziński. 
W 50. rocznicę konsekracji kościoła przed wejściem ustawiono pomnik Najświętszego Serca Pana Jezusa. 

## Architektura i wyposażenie

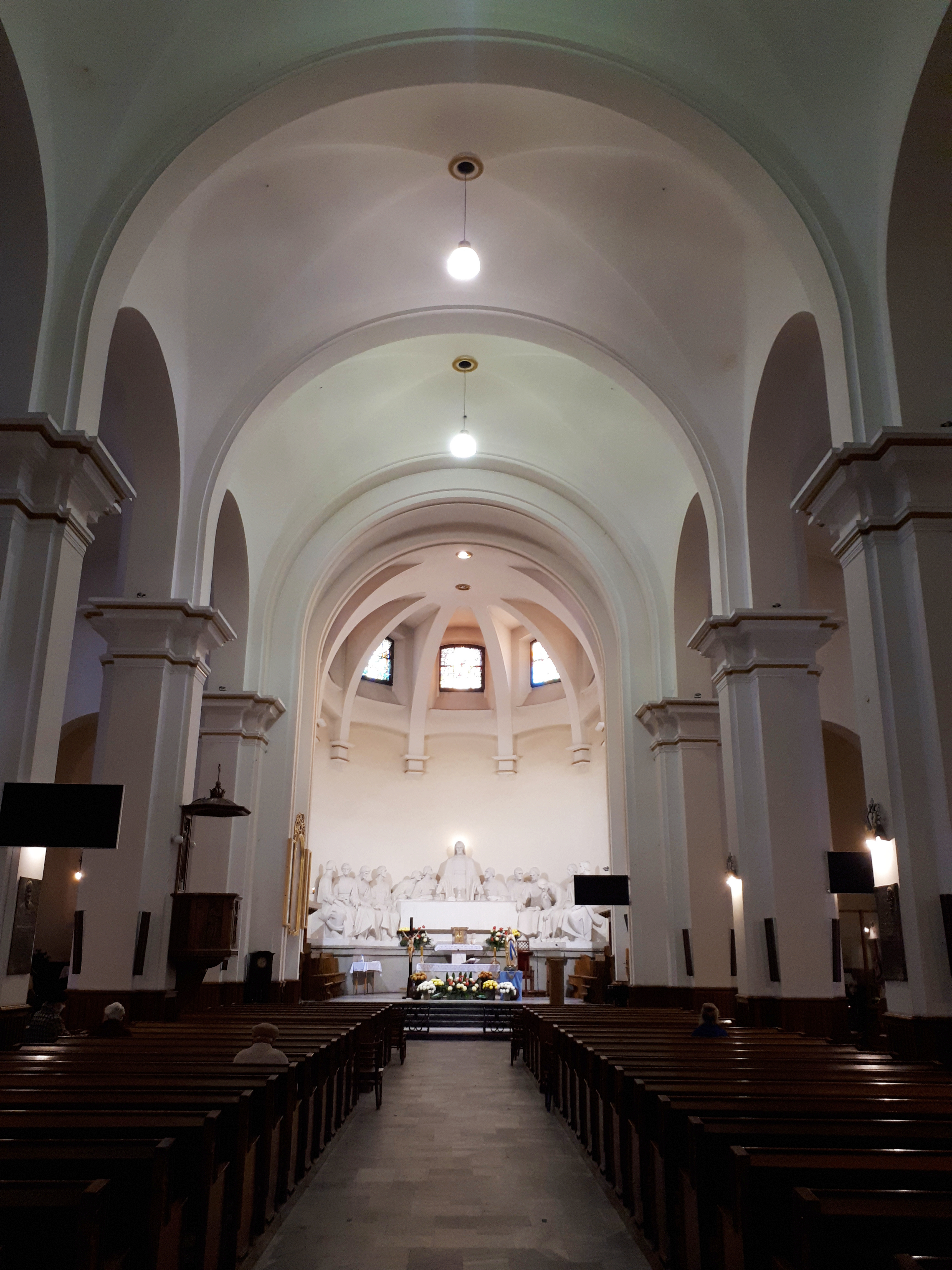
Główna nawa kościoła

Świątynia jest nazywana przez mieszkańców Nowego Targu "nową" dla odróżnienia od „starej”, czyli świątyni pod wezwaniem św. Katarzyny.
Budowla jest największym kościołem na Podhalu i jednocześnie jedyną trzynawową świątynią. W prezbiterium znajduje się monumentalny ołtarz przedstawiający Ostatnią Wieczerzę, wykonany z pińczowskiego marmuru przez rzeźbiarza Mieczysława Stobierskiego z Krakowa.

### Wieża i dzwony
Wieża kościoła mierzy 65 metrów wysokości i jest najwyższą budowlą w Nowym Targu. Zawieszono na niej 4 dzwony pochodzące z ludwisarni Eugeniusza Felczyńskiego z Przemyśla.
|   | Imię      | Waga        | Ton    | Średnica | Rok odlania | Odlewnia                                            |
| - | --------- | ----------- | ------ | -------- | ----------- | --------------------------------------------------- |
| 4 | Katarzyna | ok. 190 kg  | e" (+) | 66 cm    | 1975        | Odlewnia dzwonów Eugeniusza Felczyńskiego, Przemyśl |
| 3 | Józef     | ok. 450 kg  | b' (+) | 88 cm    | 1975        | Odlewnia dzwonów Eugeniusza Felczyńskiego, Przemyśl |
| 2 | Maryja    | ok. 850 kg  | fis'   | 111 cm   | 1975        | Odlewnia dzwonów Eugeniusza Felczyńskiego, Przemyśl |
| 1 | Jezus     | ok. 1500 kg | e' (-) | 133 cm   | 1975        | Odlewnia dzwonów Eugeniusza Felczyńskiego, Przemyśl |

### Organy
W kościele znajdują się 56-głosowe organy wybudowane przez firmę Wacława Biernackiego z Krakowa. Wybudowano je w 1961 roku. Pierwotnie posiadały 60 głosów i znajdowały się one w Filharmonii im. Karola Szymanowskiego w Krakowie. Do kościoła trafiły w 1978 roku dzięki pomocy kardynała Karola Wojtyły, ponieważ Filharmonia planowała zakup nowszego instrumentu. Podczas transportu do Nowego Targu zagubiły się 4 głosy językowe. Pierwszy raz zagrały podczas pasterki w 1978 roku. Poświęcił je kardynał Franciszek Macharski 28 stycznia 1979 roku.
Na wiosnę 2016 roku rozpoczęto remont instrumentu, który przeprowadził Lech Skoczylas z Krakowa. Została wymieniona elektronika, a piszczałki prospektowe zostały posrebrzone.
Dyspozycja instrumentu:
| Manuał I                | Manuał II                   | Manuał III                  | Pedał                             |
| ----------------------- | --------------------------- | --------------------------- | --------------------------------- |
| 1. Praestant 16'        | 1. Flet kryty 8'            | 1. Kwintaton 16'            | 1. Pryncypał 16' (drewno)         |
| 2. Pryncypał 8'         | 2. Kwintadena 8'            | 2. Pryncypał 8'             | 2. Salicet 16'                    |
| 3. Bourdon 8'           | 3. Dolce 8'                 | 3. Flet Rurkowy 8'          | 3. Subbas 16'                     |
| 4. Gemshorn 8'          | 4. Pryncypał 4'             | 4. Salicet 8'               | 4. Kwinta 10 2/3' (drewno, kryta) |
| 5. Dulcjan[a] 8'        | 5. Flet Blokowy 4'          | 5. Oktawa 4'                | 5. Oktawa 8'                      |
| 6. Oktawa 4'            | 6. Sesquialtera 2x (2 2/3') | 6. Flet 4'                  | 6. Flet basowy 8'                 |
| 7. Flet Rurkowy 4'      | 7. Oktawa 2'                | 7. Nasard 2 2/3'            | 7. Chorałbas 4'                   |
| 8. Kwinta 2 2/3'        | 8. Flet kwintowy 1 1/3'     | 8. Róg Nocny 2'             | 8. Flet 4'                        |
| 9. Oktawa 2'            | 9. Oktawin 1'               | 9. Tercja 1 3/5'            | 9. Oktawa 2'                      |
| 10. Mixtura major 4-6 x | 10. Mixtura Acuta 3-5x      | 10. Kwarta 2x (1 1/3' + 1') | 10. Mixtura 4x                    |
| 11. Mixtura minor 4x    | 11. Cymbel 3x               | 11. Piccolo 1'              | 11. Sordun 32'                    |
| 12. Kornet 4x           | 12. Dulcjan 16'             | 12. Mixtura 4-6x            | 12. Puzon 16'                     |
| 13. Trompet 16'         | 13. Róg Krzywy 8'           | 13. Cymbel kwintowy 3x      | 13. Bombarde 8'                   |
| 14. Trompet 8'          | 14. Szałamaja 4'            | 14. Fagot 16'               | 14. Trąbka 4'                     |
|                         | [rezerwa]*                  | 15. Septyma 1 1/7' **       |                                   |
|                         |                             | 16. Vox coelestis 8' ***    |                                   |
|                         |                             | 17. Regał 4' ****           |                                   |

## Źródła
- Stanisław Mertens - "Parafia NSPJ w Nowym Targu, zarys minionych 50 lat (1962 - 2012)", wydawnictwo WAM, Kraków, 2012, ISBN 978-83-7767-189-4.